# ベッリンツァーゴ・ノヴァレーゼ
ベッリンツァーゴ・ノヴァレーゼ（伊: Bellinzago Novarese）は、イタリア共和国ピエモンテ州ノヴァーラ県にある、人口約9,600人の基礎自治体（コムーネ）。

## 地理

### 位置・広がり
| 隣接するコムーネは以下の通り。括弧内のVAはヴァレーゼ県、MIはミラノ県所属を示す。 - カルティニャーガ - カーメリ - ロナーテ・ポッツォーロ (VA) - モーモ - ノザーテ (MI) - オレッジョ |